# Mumia (potwór)

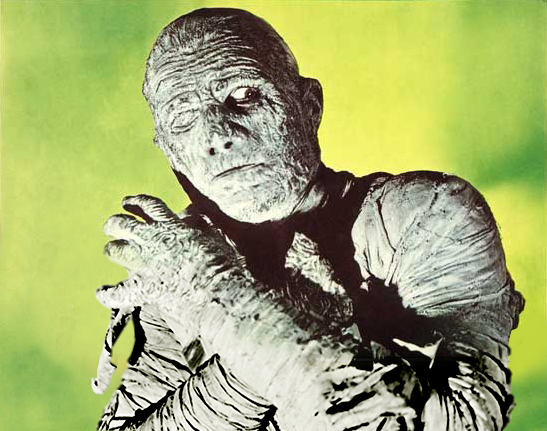
Mumia

Mumia – występujące w literaturze i filmach grozy zmumifikowane zwłoki ludzkie, które w wyniku klątwy lub czarów ożywają i zaczynają zagrażać ludziom.
Mumie, rozumiane jako zabezpieczone przed rozkładem ciało zmarłego, od dawna fascynowały ludzi. Fakt, że martwe ciała przez wiele wieków nie ulegało rozkładowi nadawało mu atmosfery tajemniczości i grozy. Zmarły wyglądał jakby zakończył życie niedawno i mógł w każdej chwili powstać. Grozę potęgowały jeszcze groźne ostrzeżenia umieszczane na grobowcach i sarkofagach zmarłych, które miały zniechęcić potencjalnych złodziei, a stały się źródłem legend o klątwach (m.in. Klątwa Tutenchamona).
Temat mumii powracającej do życia jako pierwsza podchwyciła literatura. Autorzy opowiadań fantastycznych i horrorów zaczęli coraz częściej podejmować ten temat (m.in. Théophile Gautier, czy Robert E. Howard), co wiązało się między innymi z fascynacją Starożytnym Egiptem, która miała miejsce na przełomie XIX i XX wieku w związku z interesującymi odkryciami archeologicznymi na tym terenie. W 1932 roku, nakładem Universal Pictures, nakręcony został pierwszy film Mumia z Borisem Karloffem w roli głównej. Film opowiadał o wskrzeszonym kapłanie egipskim Imhotepie, który w starożytności został zakopanym żywcem. Teraz pragnie odzyskać dawną moc. W 1942 roku nakręcono kolejny film pt. Ręka mumii, tym razem potworem był starożytny kapłan o imieniu Kharis. Film ten nie był sequelem lecz nową produkcją wykorzystująca pomysł z poprzedniego filmu. Ręka mumii doczekała się trzech sequeli. Oprócz tego nakręcono parodię Abbott i Costello spotykają mumię. Seria filmowa okazała się komercyjnym sukcesem i sprawiła, że mumia-potwór stała się obok takich postaci jak Frankenstein, Drakula i Wilkołak jednym z najpopularniejszych bohaterów filmowej popkultury grozy. Z czasem zaczęły powstawać nowe produkcję filmowe, a później telewizyjne z tą postacią. W latach 1959–1971 studio Hammer Films nakręciło własną serię filmową będącą remakiem poprzedniej.
Słowo mumia do dziś kojarzy się głównie z horrorem, choć postać ta pojawiała się też w komediach i parodiach horroru, a nawet w filmach dla dzieci (np. serial animowany „Mumia Niania”).

## Serie filmów o mumii

### Uniwersal Studio
- Mumia – film z 1932
- Ręka mumii – film z 1942
- Grobowiec mumii – film z 1942
- Duch mumii – film z 1944
- Klątwa mumii – film z 1944
- Abbott i Costello spotykają mumię – film z 1955 roku (parodia)

### Hammer Film
- Mumia – film z 1959 roku
- Klątwa grobowca mumii – film z 1964 roku
- Całun mumii – film z 1967
- Krew z grobowca mumii – film z 1971 roku

### Nowa seria filmowa (1999–2010)
- Mumia – film z 1999 roku
- Mumia powraca – film z 2001
- Mumia: Grobowiec cesarza smoka – film z 2008 roku